# Raven Software
Raven Software est une compagnie de développement spécialisée dans le jeu vidéo. Fondée en 1990 par les frères Brian et Steve Raffel la compagnie est basée à Madison dans le Wisconsin.

## Histoire
Le 20 mars 1992 sort Black Crypt pour Amiga, tout premier jeu d'une jeune société fondée par deux frères : Brian Raffel et Steve Raffel. Ce jeu de rôle est distribué par Electronic Arts qui envisage rapidement deux ports : un pour PC et l'autre pour Sega Genesis. Malheureusement, malgré la réussite de Black Crypt pour Amiga, aucun de ces deux jeux ne sortira. Cependant, en 1998, Raven Software sort une version commémorative (et gratuite) de Black Crypt tournant sous Windows 95 et Windows 98.
En 1993 sort ShadowCaster, un jeu de rôle avec un moteur graphique proche de celui de Wolfenstein 3D. Le succès est à nouveau au rendez-vous.
En 1994, Raven Software sort Heretic, un désormais classique jeu de tir à la première personne (first person shooter), qui est basé sur le gameplay et le moteur de Doom, légèrement altéré pour l'occasion. Le jeu rencontre un bon accueil critique et public. Comme les outils de Doom peuvent facilement être retouchés pour servir à Heretic la communauté des joueurs s'y intéresse rapidement et des centaines de nouveaux niveaux gratuits circulent vite. En 1995 la suite de Heretic, Hexen, toujours fondé sur le moteur de Doom, mais avec quelques améliorations de plus, laisse à son tour une trace dans l'histoire du doom-like. À partir de là, la collaboration entre Raven Software et id Software, les créateurs de Doom', n’ira qu’en se renforçant et deviendra une des principales caractéristiques de la compagnie. L'immense majorité des jeux sortis après Heretic exploitera les technologies successives développées par id Software.
En 1997, Raven Software signe un accord de distribution exclusif avec Activision et sort Hexen II, premier jeu basé sur le moteur de Quake, le dernier né de chez id Software avec, ajouté pour l'occasion, un support natif des cartes OpenGL. Suivront rapidement trois autres jeux, Hexen II: Portal of Praevus un add-on, prolongeant Hexen II, et deux autres titres moins connus mais également basés sur le fameux Quake Engine, MageSlayer et Take No Prisoners, qui abandonnent la vue subjective commune à la plupart de jeux de Raven au profit d'une vue à la troisième personne. Ces deux œuvres, très semblables par leur jouabilité et par leur violence visuelle, apporterons la preuve qu'on peut faire autre chose que des jeux de tir à la première personne avec un bon moteur graphique.
Raven Software continue sur sa lancée en 1998, exploitant le tout jeune moteur de Quake II pour Heretic II. Un jeu de tir à la troisième personne qui lorgne du côté de Tomb Raider avec un héros elfique capable d'acrobaties spectaculaires. Le jeu reste proche au niveau du contrôle de son aîné en vue subjective mais l'innovation est là et confirme que la compagnie sait bien utiliser les outils développés par Id Software. Les technologies de Quake II seront à nouveau utilisés peu après avec Soldier of Fortune, un jeu resté dans les annales pour sa violence extrême et sa gestion évoluée des zones d'impact.
Le moteur de Quake III, nouveau standard à sa sortie, sera aussi rapidement exploité par Raven Software au travers de Star Trek Voyager: Elite Force et Soldier of Fortune II: Double Helix. Devant la réussite indéniable de ces titres, LucasArts confie à Raven Software la réalisation de la suite de Jedi Knight: Dark Forces II. Et c'est ainsi que voit le jour Jedi Knight II: Jedi Outcast, puis Jedi Knight: Jedi Academy toujours basé sur le même moteur.
À partir de 2004, Raven Software signe un contrat avec Activision qui détient les droits d'adaptations des licences Marvel en jeux vidéo. Ainsi donc sortiront les jeux vidéo de rôle X-Men Legends (en deux épisodes) et Marvel Ultimate Alliance qui est un des titres du planning d'arrivée de la console Wii de Nintendo sur le sol Européen. Entretemps, le studio a collaboré une nouvelle fois avec Id Software pour réaliser la suite de Quake III. Si le jeu est critiqué de façon négative par la presse spécialisée à sa sortie, Quake 4 parvient tout de même à remplacer Quake III dans les compétitions d'e-sport comme lors de la Coupe du Monde de Jeux Vidéo 2007 (ESWC). En décembre 2010, Treyarch confie à Raven Software une grande partie du développement du premier pack de carte de Call of Duty: Black Ops. Raven Software développera 4 cartes multijoueurs, mais ne développera pas la carte zombie. En 2011, ils créaient un réseau jeu multiplateformes pour la franchise Call of Duty du nom de Call of Duty: Elite qui permet de comparer ses scores avec ses amis et le monde entier. Il comprend aussi un abonnement payant premium qui permet d'obtenir des bonus de jeu et des packs d'extensions gratuits. Le succès est au rendez-vous et il devient le troisième réseau de jeu payant après le Xbox Live et World of Warcraft. Il totaliserait 1,5 million d'utilisateurs premium sur ses 7 millions d'abonnés.

## Jeux développés
- 1992 - Black Crypt
- 1993 - ShadowCaster
- 1994 - CyClones
- 1994 - Heretic
  - 1996 - Heretic: Shadow of the Serpent Riders
- 1995 - Hexen
  - 1996 - Hexen: Deathkings of the Dark Citadel
- 1996 - Necrodome
- 1997 - Hexen II
  - 1997 - Hexen II: Portal of Praevus
- 1997 - MageSlayer
- 1997 - Take No Prisoners
- 1998 - Heretic II
- 2000 - Star Trek Voyager: Elite Force
- 2000 - Soldier of Fortune
- 2000 - Soldier of Fortune Gold
- 2001 - Star Trek Voyager: Elite Force Extension
- 2002 - Soldier of Fortune II: Double Helix
- 2002 - Star Wars Jedi Knight II: Jedi Outcast
- 2003 - Star Wars Jedi Knight: Jedi Academy
- 2004 – X-Men Legends
- 2005 - Quake 4
- 2005 - X-Men Legends II : L'Avènement d'Apocalypse
- 2006 - Marvel: Ultimate Alliance
- 2009 - X-Men Origins: Wolverine
- 2009 - Wolfenstein
- 2010 - Singularity
- 2010 - Call of Duty: Black Ops (Interface utilisateur et contenu téléchargeable)
- 2011 - Call of Duty: Modern Warfare 3 (Interface utilisateur et contenu téléchargeable)
- 2013 - Call of Duty: Ghosts (principalement la partie multijoueur, mais aussi des éléments solo et les DLC ), en collaboration avec d'autres studios d'Activision Blizzard.
- 2014 - Call of Duty: Online en collaboration avec d'autres studios d'Activision Blizzard.
- 2014 - Call of Duty: Advanced Warfare (les parties multijoueur & Exo Zombies & DLC) en collaboration avec d'autres studios d'Activision Blizzard.
- 2016 - Call of Duty 4: Modern Warfare Remastered[1]
- 2017 - Call of Duty: WWII
- 2020 - Call of Duty: Black Ops Cold War
- 2024 - Call of Duty: Black Ops 6

## Membres
Liste non exhaustive des membres de Raven Software :
- Brian Raffel - Artiste, cofondateur, directeur de projet
- Steve Raffel - Artiste, cofondateur
- Shane Gurno - Artiste
- Brian Pelletier - Artiste
- Jim Sumwalt - Artiste
- Scott Rice - Artiste
- Kevin Schilder - Sons
- Mark Morgan - Artiste
- Rebecca Rettenmund - Artiste
- Kim Lathrop - Artiste
- Ted Halsted - Artiste
- Mike Werckle - Animateur
- Brian Shubat - Animateur
- Ben Gokey - Programmeur
- Chris Rhinehart - Programmeur